# Дзёмин, Евгений Юрьевич
Евгений Юрьевич Дзёмин (род. 30 августа 1997) — российский гандболист, выступает за подмосковный гандбольный клуб «Пермские медведи». Член мужской сборной России по гандболу.

## Карьера

### Клубная
До перехода в клуб «Чеховские медведи» в 2021 году выступал за команду «Динамо» (Челябинск). Летом 2025 года перешёл в клуб «Пермские медведи».

### Международная карьера
Евгений Дзёмин был приглашён в состав сборной России и был заявлен на Чемпионате Европы 2022 года.